# Лод
Лод (івр. לוֹד, араб. اَلْلُدّْ; також згадується як Лідда́ та Георгіо́поль) — місто в Ізраїлі, розташоване за 20 км на південний схід від Тель-Авіву.
Вперше згадується в хроніках XV століття до н. е. як місто Лод (Луд). У Лоді, згідно з переказами, похований святий Юрій (Георгій) Змієборець. Над ймовірною гробницею святого в VI ст. була споруджена базиліка, на руїнах якої хрестоносці побудували церкву, відновлену після численних руйнувань лише в 1870 році. Збереглися також дві старовинні мечеті, лазні та караван-сарай.
Біля міста Лод знаходиться летовище імені Давида Бен-Гуріона — найголовніший аеропорт Ізраїлю. Інтеграційний Центр Єврейської Агенції, головна установа для обслуговування нових репатріантів (івр. олім) до Ізраїлю, теж розташований в Лоді.
Повз Лод проходить ключове ізраїльське шосе 1.

## Античний період
Лод розташований на місці древнього поселення Лідди. Він з'являється у списку ханаанейських міст складеним фараоном Тутмосом III в Карнаку у 2 тисячоліття до н. е.. За Біблією, Лод був заснований Шемадом, членом племені Веніямина. Місто було залишене під час Вавилонського вигнання і перезаселене з поверненням юдеїв з полону. В елліністичний період Лідда була поза межами Юдеї, але за Макавеїв, стала єврейським містом. У 43 р., Кассій, римський правитель Сирії продав жителів Лідди у рабство. Пізніше, проконсул Цестій Ґалл спустошив місто на своєму шляху до Єрусалима у 66 році. Згодом, Лідду захопив імператор Веспасіан у 68 р.
В Новозавтні часи, Лод був місцем зцілення паралізованого апостолом Петром, що описано в Діях Св. Апостолів 9:32-38.

## Візантійський період
До настання Візантійської епохи, Лідда була переважно християнською. В Лідді народився святий Юрій (Георгій), покровитель Англії і Грузії, руських князів, російських та візантійських імператорів. Тому Лідда стала відома як Георгіополь і в місті була збудована святиня святого Георгія.

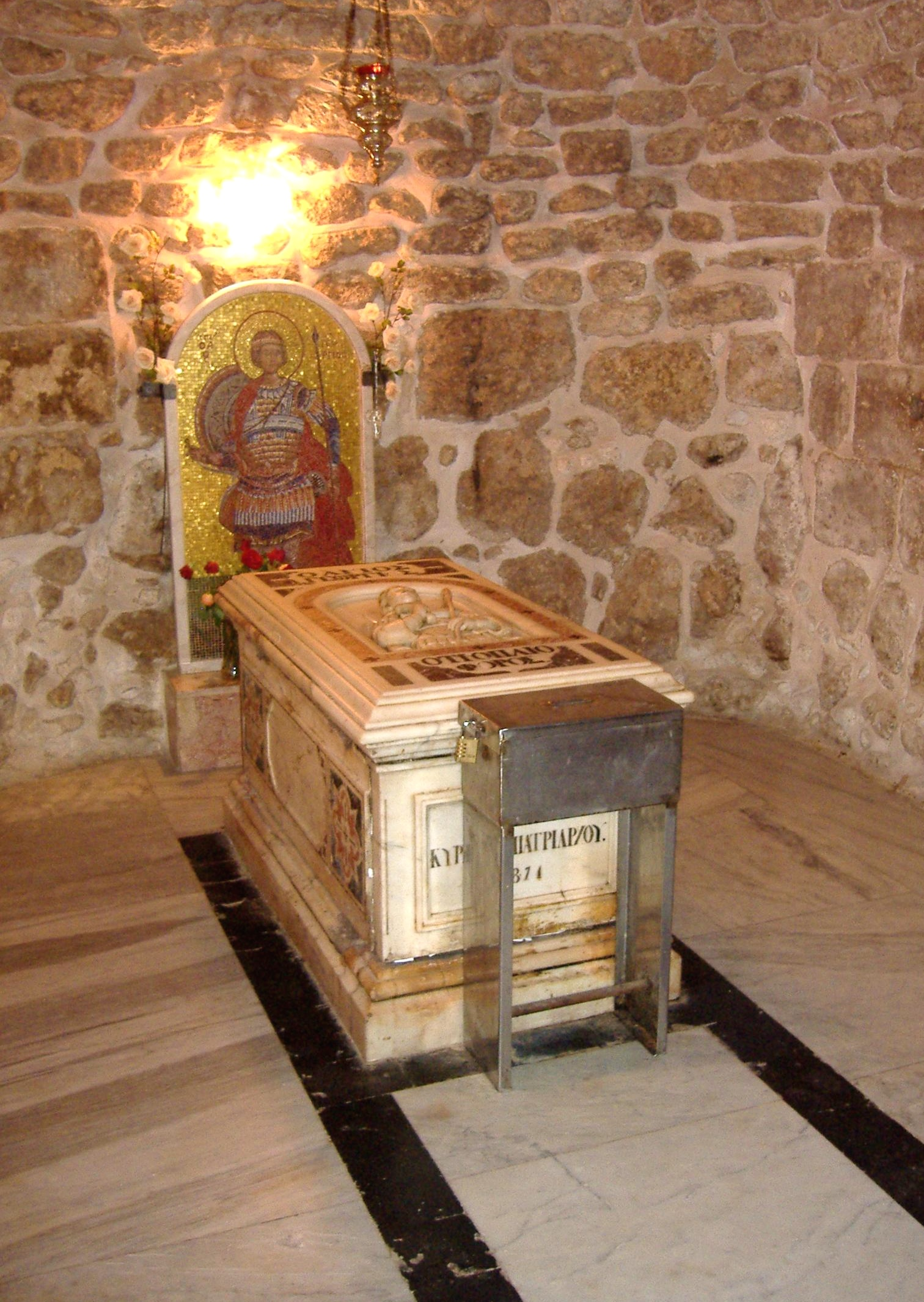
Гробниця Святого Георгія в Лоді.
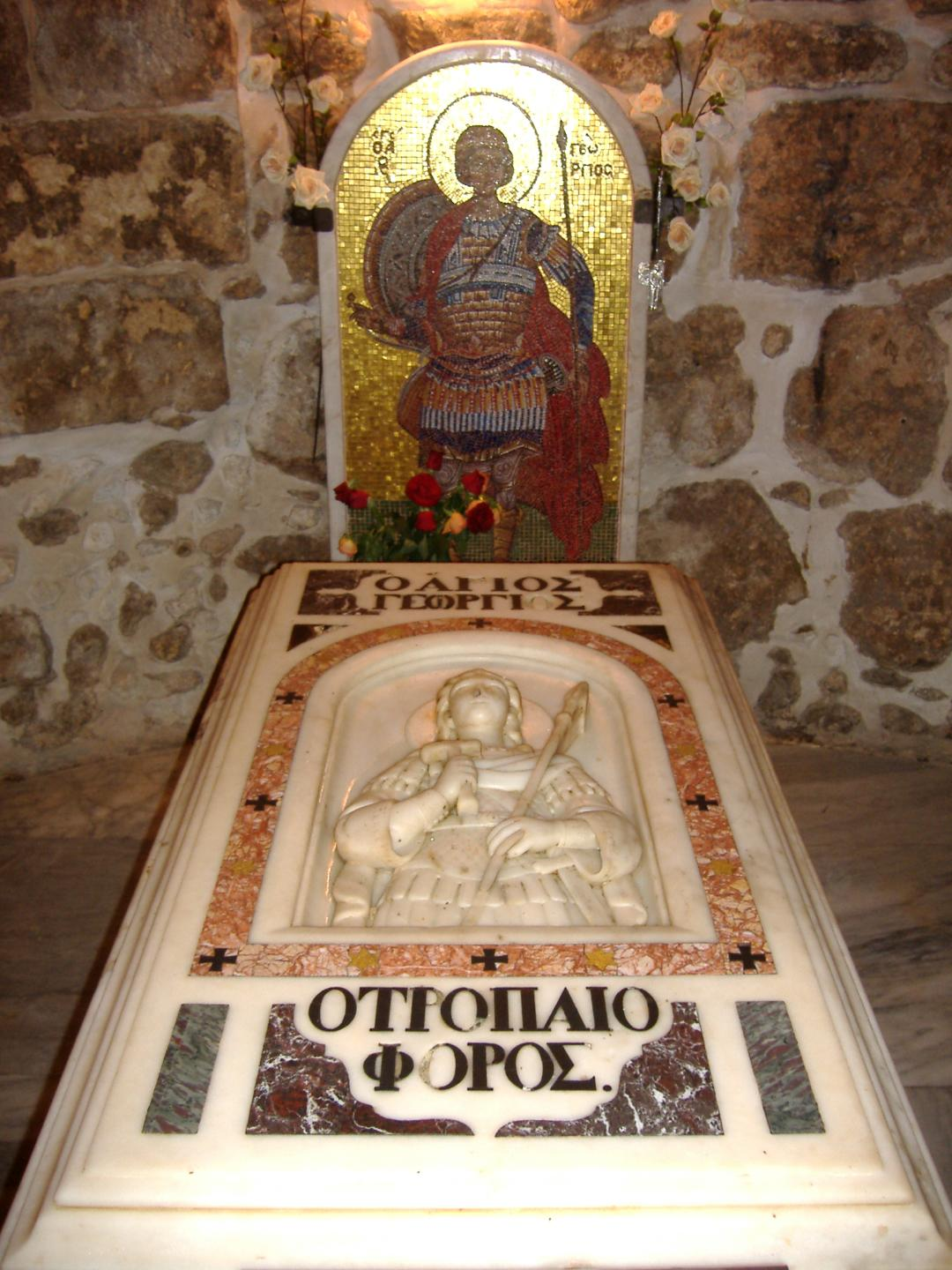
Надгробна плита могили Святого Георгія в Лоді.

## Мусульманський період

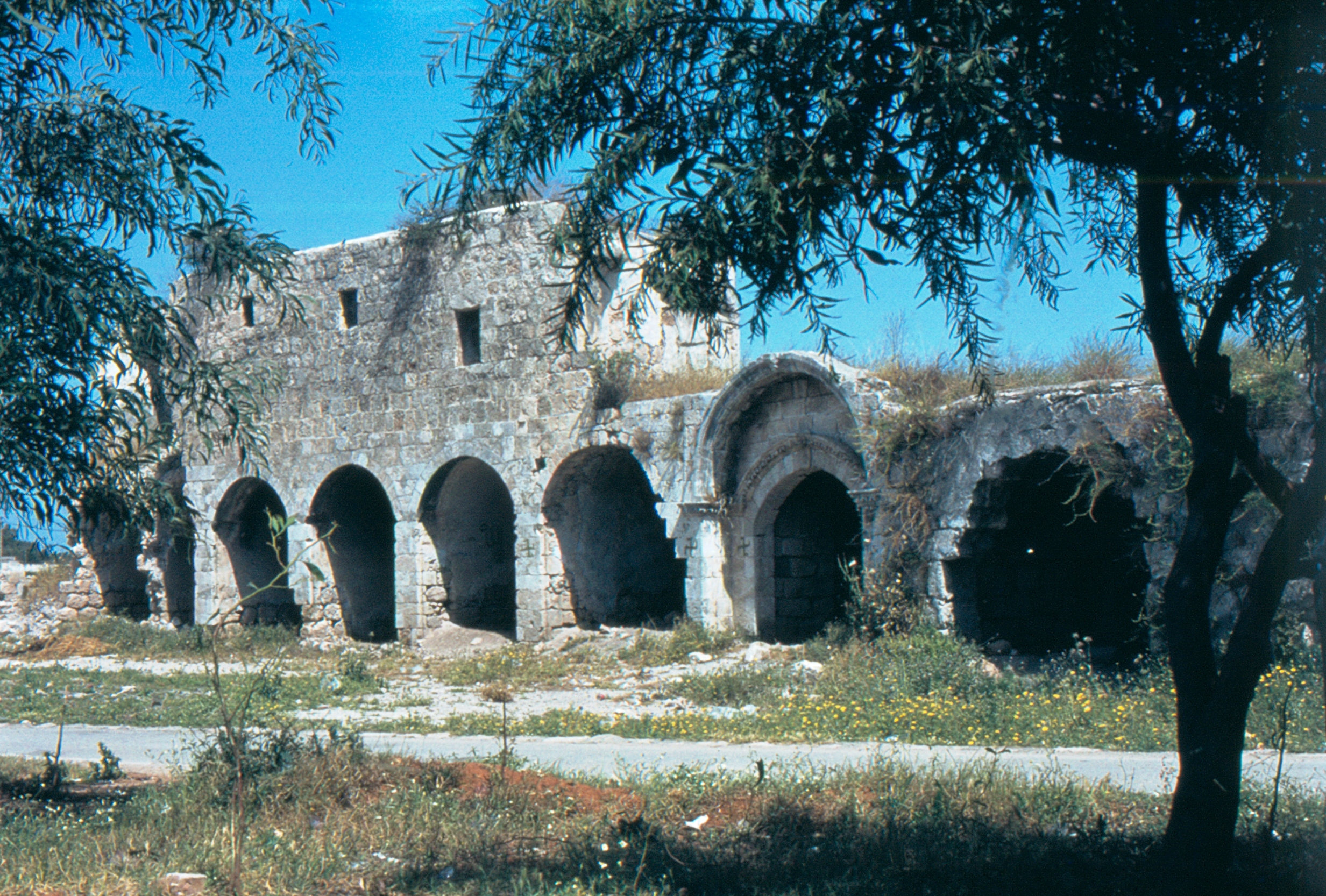
Хан ель-Гілу (Красивий Хан) був центром старого міста Лода. Це стара міська заїздня (караван-сарай) османського періоду, де купці та їх верблюди проводили ночліг, під час торгів в Лоді.

В 636 році Лідду завоювали мусульмани та місто стало адміністративним центром провінції Філастин (Палестина). Пізніше столицю було перенесено до Рамли.

## Тероризм
30 травня 1972 року, у Міжнародному аеропорту Бен-Гуріона було застрілено 28 пасажирів членами Японської Червоної Армії, які діяли від імені Організації Визволення Палестини. Ця подія стала відома як Різня Лодського аеропорту.

## Демографія
За статистичними даними (на 2001 рік) етнічний та релігійний склад міста становив — 80.3 % юдеїв та інших не-арабів, та 19.7 % арабів (серед них 18.6 % мусульман та 1.1 % християн). В ці дані включені 561 «олім», чи нових репатріантів до Ізраїлю.
Довший час Лод мав репутацію занедбаності, проте сьогодні здійснюються проєкти для покращення мережі послуг в Лоді. Розбудовуються нові сучасні околиці, серед них Ґаней-Яаар, Ґаней-Авів та Ахісемах.